# Fleischmannia diversifolia
Fleischmannia diversifolia là một loài thực vật có hoa trong họ Cúc. Loài này được (Schrad.) H.Rob. mô tả khoa học đầu tiên.